# Алонсо, Хаби
Хабье́р Ало́нсо Ола́но (исп. и баск. Xabier Alonso Olano), более известный как Ха́би Алонсо (исп. и баск. Xabi Alonso; род. 25 ноября 1981, Толоса, Страна Басков) — испанский футболист, полузащитник, тренер. Участник трёх чемпионатов мира (2006, 2010, 2014) и трёх чемпионатов Европы (2004, 2008, 2012). Главный тренер клуба «Реал Мадрид».
На клубном уровне Алонсо — победитель Лиги чемпионов (2004/05, 2013/14), Суперкубка УЕФА (2005, 2014), Кубка Англии (2005/06), Суперкубка Англии (2006), Кубка Испании (2010/11, 2013/14), чемпионата Испании (2011/12), Суперкубка Испании (2012), Чемпион Германии: 2014/15, 2015/16, 2016/17. В составе национальной сборной — чемпион мира (2010), двукратный чемпион Европы (2008, 2012).
Алонсо начал карьеру в главной команде своего родного региона Гипускоа — «Реал Сосьедаде», дебютировав за клуб в 1999 году. В сезоне 2000/01 Хаби на правах аренды перешёл в клуб второго дивизиона «Эйбар» на полгода. Вернувшись из аренды, Алонсо стал игроком основы. В сезоне 2001/02 он забил свой первый гол. В следующем сезоне Алонсо сыграл ключевую роль в завоевании серебряных медалей чемпионата, благодаря чему клуб сумел квалифицироваться в Лигу чемпионов. Сезон 2003/04 стал для Хаби последним в составе басков. Летом 2004 года Алонсо перешёл в «Ливерпуль» за £10,5 млн. В первом своём сезоне в составе «красных» испанец выиграл Лигу чемпионов. В сезоне 2005/06 Хаби завоевал ещё два трофея: Суперкубок УЕФА и Кубок Англии. В последующие три сезона в Ливерпуле испанец выиграл Суперкубок Англии, а также дошёл до финала Лиги чемпионов и завоевал серебро АПЛ. В летнее трансферное окно 2009 года Алонсо за €30 млн перешёл в мадридский «Реал», где стал победителем Лиги чемпионов, чемпионата и Суперкубка Испании, а также двукратным обладателем Кубка Испании. В 2014 году, после пяти лет проведённых в составе «Реала», Хаби перешёл в мюнхенскую «Баварию», подписав двухлетний контракт.
Алонсо дебютировал за сборную Испании 30 апреля 2003 года в возрасте 21 года в товарищеском матче со сборной Эквадора, в котором испанцы взяли вверх со счётом 4:0. За время выступлений в сборной Алонсо выиграл Евро-2008, Евро-2012 и ЧМ-2010, а также представлял свою страну на Евро-2004 и ЧМ-2006. 23 июня 2012 года Алонсо сыграл свой 100-й матч за сборную Испанию в четвертьфинале Евро-2012 против Франции: он отпраздновал это событие, забив 2 мяча, и вывел Испанию в полуфинал.
Алонсо отличался умением забивать голы с дальних дистанций. В матче кубка Англии против команды «Лутон Таун» в январе 2006 года он забил два гола с дальней дистанции, один из которых ударом примерно с 60 метров. В сентябре 2006 года Алонсо забил ещё один гол со своей половины поля в матче Премьер-лиги против «Ньюкасл Юнайтед».
В 2017 году Алонсо завершил карьеру игрока. Через год начал тренерскую карьеру, возглавив юношескую команду «Реала». В 2019 году стал тренером «Реала Сосьедада B». В 2023 году посреди сезона был назначен главным тренером леверкузенского «Байера 04», находившегося в шаге от вылета из Бундеслиги. После приглашения Алонсо «Байер» поднялся на шестое место в таблице и спасся от понижения в классе. В сезоне 2023/24 «Байер» впервые стал чемпионом Германии, прервав победную серию «Баварии».
С 1 июня 2025 года является главным тренером клуба «Реал Мадрид».

## Карьера

### Ранние годы
Хаби Алонсо происходит из известной футбольной семьи. Его отец, Перико Алонсо, играл за «Реал Сосьедад», в составе которого стал двукратным чемпионом Испании, и за «Барселону». Брат Хаби, Микель Алонсо, играл на позиции полузащитника за «Чарльтон Атлетик». Другой брат, Йон — футбольный судья.
Алонсо родился в Толосе, небольшом городке страны Басков, до шести лет жил в Барселоне, потом его семья переехала в Сан-Себастьян. Именно здесь проявилась его страсть к футболу, он провёл своё детство, играя в футбол на Плайя де ла Конча (Шел Бич).
На пляжах Сан-Себастьяна Алонсо подружился с жителем Калле Матиа, Микелем Артетой, и они часто соревновались друг с другом, играя вместе в футбол по выходным. В раннем возрасте Алонсо решил стать опорным полузащитником, это амплуа помогло ему научиться хорошо распоряжаться мячом на поле.
Когда ему было 15, он по школьной программе обмена отправился в ирландский город Келлс, графство Мит, чтобы выучить английский язык.
Алонсо и Артета были амбициозны и мечтали играть бок о бок за «Реал Сосьедад», но их пути разошлись после того, как Артета перешёл в «Барселону», в то время как Алонсо подписал контракт с «Реал Сосьедадом».
Алонсо прогрессировал, выступая за резервную команду «Реал Сосьедад», и возрасте 18 лет в сезоне 1999/2000 он дебютировал в первой команде сан-себастьянского клуба. Его первый выход на поле состоялся 1 декабря 1999 года в поединке Кубка Испании с «Логроньесом».

### «Реал Сосьедад»
Джон Тошак признал потенциал в Алонсо и потратил много времени, разрабатывая методы обучения, направленные на индивидуальное улучшение его технических возможностей. Первую половину сезона 2000/01 Алонсо отыграл в «Эйбаре» на правах аренды, после чего вернулся в родную команду. Команда укрепила свои позиции в середине таблицы в 2001/02 сезоне, заняв 13-е место. Алонсо провёл 30 матчей по ходу сезона, а также забил свой первый гол в Ла лиге, за весь сезон отличившись 3 раза. Летом 2002 года у «Реал Сосьедада» вновь сменился тренер, тем не менее с приходом Рейнальда Денуэкса Алонсо сохранил своё место в первой команде.
В неожиданно успешном для команды сезоне 2002/03, когда она заняла второе место в чемпионате, пропустив вперёд только мадридский «Реал», Хаби Алонсо был ключевым игроком «Реал Сосьедада», он принял участие в 33 матчах и забил в них 3 гола, заявив о себе как о «восходящей звезде» испанского футбола.
Летом 2004 года в «Реал Сосьедад» перешёл друг детства Алонсо, Микель Артета. Артета был в восторге от перспективы стать партнёром Алонсо в центре поля, но его радость была недолгой. Алонсо получил предложение от «Ливерпуля» и 20 августа 2004 года перешёл в мерсисайдский клуб.

### «Ливерпуль»

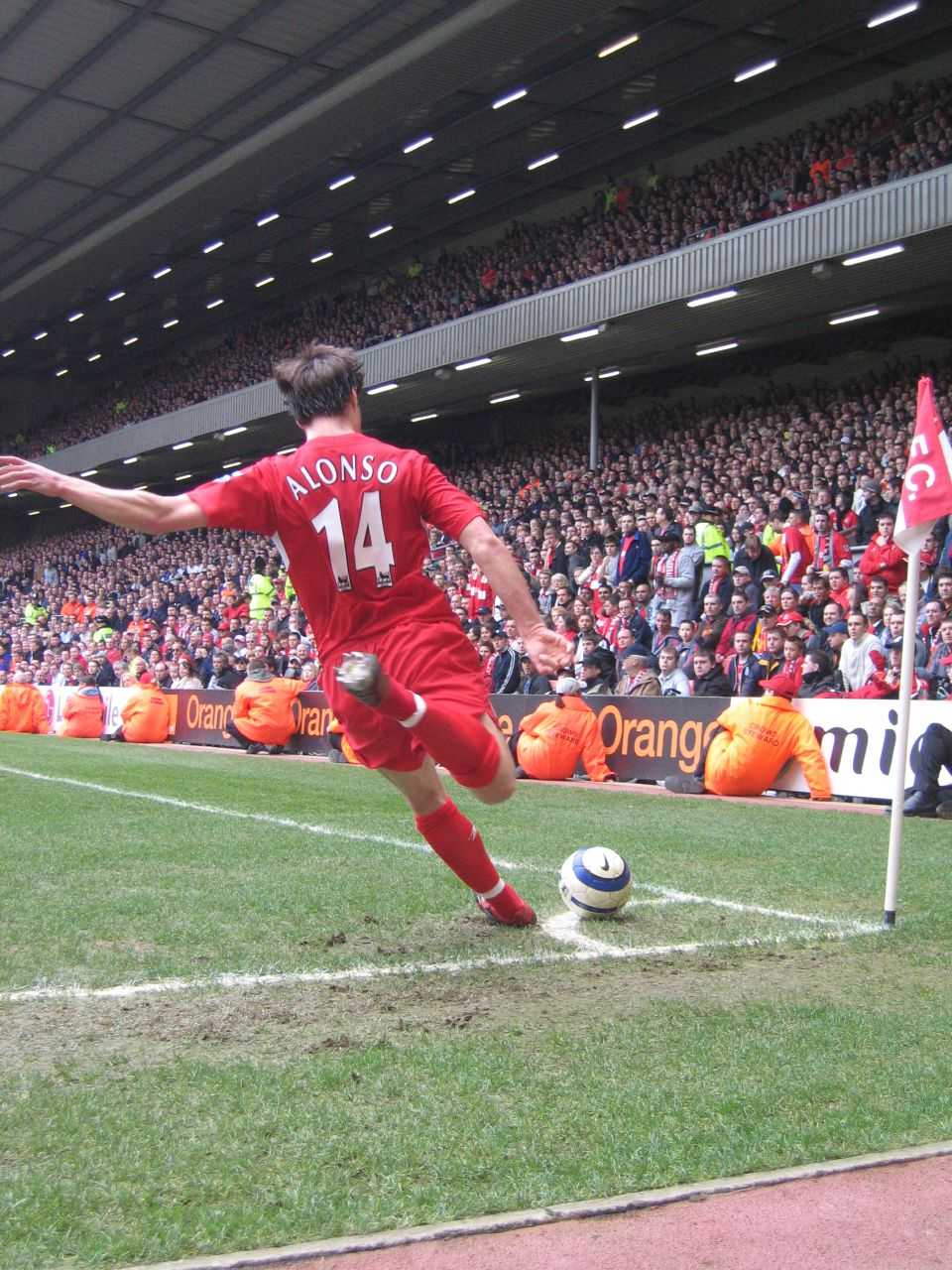
Алонсо исполняет угловой удар в игре за «Ливерпуль»

Алонсо прибыл в Ливерпуль вместе с Луисом Гарсия из «Барселоны», положив тем самым начало новой эры на «Энфилде». Новый тренер «Ливерпуля», Рафаэль Бенитес, стремился реорганизовать клуб и полностью переработать игру команды, выбрав свой собственный стиль тренерства и тактику команды.
Алонсо дебютировал в английской Премьер-лиге 29 августа на «Рибок Стэдиум» в матче с «Болтон Уондерерс», который «Ливерпуль» проиграл со счётом 0:1. Свой первый гол в Англии Хаби забил со штрафного в ворота «Фулхэма» 16 октября, к перерыву того матча «Ливерпуль» проигрывал 0:2, но затем после выхода Алонсо на замену переломил ход игры, победив со счётом 4:2.
1 января 2005 года в результате столкновения с Фрэнком Лэмпардом из «Челси» Алонсо сломал лодыжку и на три месяца выбыл из игры. Вернувшись к решающим матчам плей-офф Лиги чемпионов, он выручил команду, когда из-за травмы не мог играть капитан «Ливерпуля», Стивен Джеррард. В финальном матче против «Милана» Алонсо сравнял счёт, а затем «Ливерпуль» победил в серии пенальти. Алонсо был в восторге от победы, сказав: «Это лучший момент в моей профессиональной карьере».
7 января 2006 года в матче Кубка Англии с клубом «Лутон Таун» Хаби Алонсо забил самый дальний гол в истории «Ливерпуля», поразив ворота противника со своей половины поля (мяч пролетел расстояние примерно в 60 метров). Хотя ворота «Лутона» были в этот момент пустыми (вратарь пошёл в штрафную «Красных» на подачу углового), это достижение Алонсо стало предметом длительного обсуждения болельщиков и прессы. Также сообщалось, что один фанат «Ливерпуля» поставил 200 фунтов на то, что Хаби до конца сезона удастся забить со своей половины поля, и выиграл 25 000 фунтов.
20 сентября 2006 года Алонсо вновь отметился дальним голом, на этот раз поразив ворота «Ньюкасла» в матче Премьер-лиги. В результате Алонсо был признан мастером дальних ударов, Хаби признался, что отрабатывает такие удары на тренировках.
1 сентября 2007 года ему впервые в карьере удалось сделать дубль в Премьер-лиге. Это случилось в матче на «Энфилде» против «Дерби Каунти», который «Красные» выиграли со счётом 6:0. Алонсо открыл счёт в этом матче, поразив ворота гостей на 25-й минуте ударом со штрафного с расстояния в 50 метров. Во втором тайме баск отличился ещё раз, пробив из-за пределов штрафной площади. Этот гол стал для «Ливерпуля» четвёртым в данном поединке.

### «Реал Мадрид»

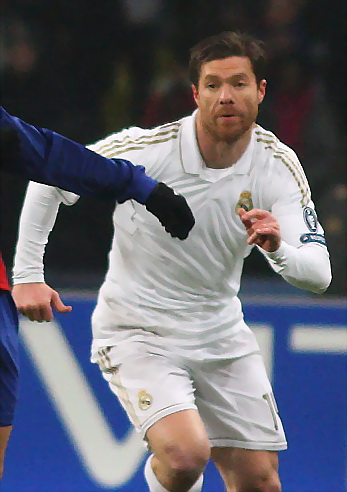
Хаби Алонсо в составе мадридского «Реала»

Летом 2009 года мадридский «Реал» начал активно проводить трансферы известных игроков; одной из целей команды стал Алонсо. Несмотря на то, что тренер «Ливерпуля» Рафаэль Бенитес неоднократно сообщал о том, что клуб не намерен продавать Хаби, представители «Реала» давили на «красных», постоянно заявляя через прессу о том, что игрок им очень нужен. При этом «сливочные» отказались соглашаться с минимальной суммой отступных (около 35 миллионов фунтов), которую требовал за футболиста «Ливерпуль». «Реал» назвал её «чрезмерно большой» за «игрока, которому нет замены» и пригрозив вообще отказаться от сделки, и это при том, что незадолго до того мадридский клуб потратил 93,5 и 63,5 миллионов евро на Криштиану Роналду и Кака соответственно.
После двух месяцев лета, в течение которых тянулись переговоры между клубами, 30 июля Алонсо официально запросил трансфер. 4 августа было достигнуто соглашение между клубами о сумме компенсации, а ещё два дня спустя игрок был продан в «Реал», примерная сумма трансфера составила 30 миллионов фунтов. Предполагалось, что главной причиной ухода Алонсо стали его напряжённые отношения с Бенитесом. Но в своём первом интервью после перехода полузащитник сказал, что конфликта у них не было, и сообщил, что хотел стать частью «мадридского проекта».
В первом сезоне за «Реал» Хаби выступал под номером «22». Дебют Хаби в «Реале» состоялся в матче с «Депортиво». Хаби провёл на поле все 90 минут. Свой первый гол в футболке «Реала» Алонсо забил в ворота «Вильярреала» с пенальти на 87-й минуте. В матче против «Севильи» Хаби открыл счёт за гостей автоголом на 10 минуте. Следующий гол Хаби забил в ворота «Спортинга». В матче против «Атлетико» Хаби забил гол на 49-й минуте и отдал голевой пас на 55-й.
В том сезоне Алонсо стал ключевым игроком в центре полузащиты «Реала». Алонсо играл хорошо не только в чемпионате, но и в Лиге чемпионов. Всего в сезоне 2010/11 Хаби Алонсо сыграл 52 матча и забил один мяч.
Чемпионский для Реала сезон Хаби начал в хорошей форме. Он показывал стабильную игру как в защите, так и в нападении, выступая созидателем атак команды.
Сезон 2012/13 получился для испанца не слишком удачным. Из-за травм он выбывал из игр на немалые сроки. Положение усугубилось и после конфликта команды с тренером Жозе Моуриньо. В середине марта 2013 года появились сообщения о том, что Алонсо не собирается продлевать контракт с руководством «Реала», который истекает по окончании сезона 2013/14. Однако в начале января 2014 года Хаби продлил контракт до июня 2016 года.

### «Бавария»
29 августа 2014 года Хаби Алонсо перешёл в «Баварию» за 10 миллионов евро. Контракт подписан на 2 года. В новом клубе Алонсо получил футболку с номером «3». 30 августа Алонсо дебютировал за мюнхенцев, выйдя на матч с «Шальке 04». 18 октября 2014 года испанец оформил первый гол за «Баварию», забив со штрафного мяч в ворота «Вердера». Летом 2015 года сменил номер «3» на «14», после ухода Клаудио Писарро․ Летом 2017 года завершил карьеру и объявил, что собирается стать тренером.

## Международная карьера

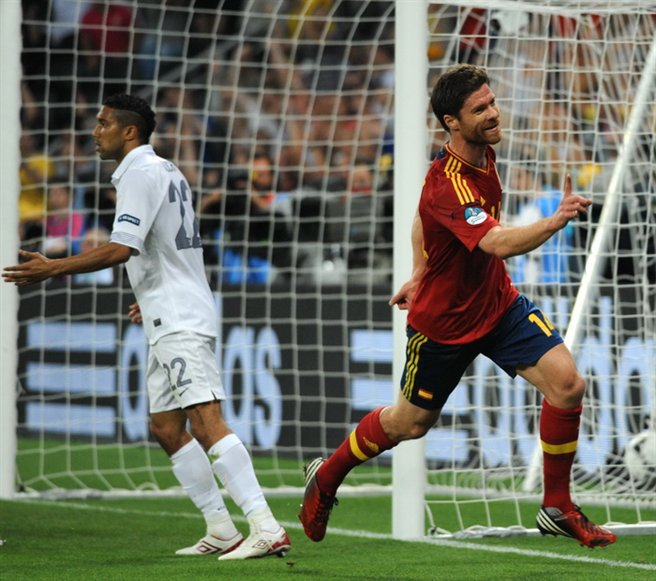
Хаби Алонсо празднует гол в четвертьфинале Евро-2012 против Франции.

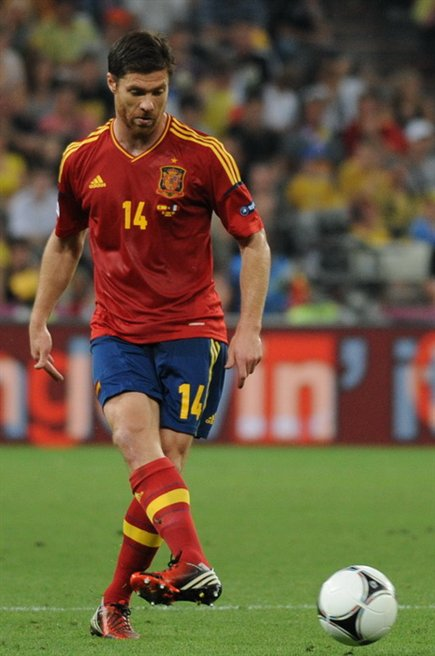
Алонсо в составе сборной Испании.

На Евро-2004 Алонсо был заменён в матче с Россией при счёте 1:0, сыграл все 90 минут против Португалии, где его команда уступила со счётом 0:1. В итоге испанцы не прошли групповой этап.
На чемпионате мира в Германии Хаби Алонсо 14 июня 2006 года забил первый гол испанской сборной в ворота Украины (счёт матча 4:0), ставший первым голом Испании на турнире и первым голом Алонсо за сборную. Несмотря на успешное выступление на групповой стадии, где Испания выиграла все свои игры, команда была выбита будущими финалистами, французами, в 1/8 финала.
На Евро-2008, которое оказалось успешным для испанцев, Алонсо был капитаном сборной в заключительной игре группового этапа против Греции, став игроком матча. Испания выиграла турнир, а Алонсо сыграл в четырёх из шести матчей за сборную.
На ЧМ-2010 Хаби Алонсо участвовал во всех матчах сборной Испании, играя вместе с Серхио Бускетсом и Хави в центре поля, и помог сборной завоевать первый трофей Кубка мира. На 28-й минуте заключительной игры против Нидерландов он получил удар в грудь от голландского полузащитника Найджела де Йонга. Фол был спорным, казалось, что нарушение заслуживает прямой красной карточки, но Говард Уэбб ограничился жёлтой. Несмотря на боль, он доиграл весь матч.
На Евро-2012 23 июня 2012 года, Хаби Алонсо сыграл свой 100-й матч за Испанию в четвертьфинале против Франции, в котором он забил оба мяча и принёс победу Испании.
Перед ЧМ-2014 Хаби Алонсо принял решение завершить выступления за сборную Испании по окончании турнира. На самом «мундиале» Алонсо открыл счёт в первом матче группового этапа со сборной Нидерландов, однако матч закончился поражением испанцев со счётом 1:5.
Всего за сборную своей страны Хаби Алонсо провёл 114 игр и забил 16 мячей, выиграв в составе национальной команды два чемпионата Европы (2008, 2012), чемпионат мира (2010) и став бронзовым призёром Кубка конфедераций (2009).

## Тренерская карьера
29 августа 2018 года Хаби Алонсо стал тренером юношеской команды «Реала» до 14 лет и проработал в этой команде один сезон. В июне 2019 года возглавил резервную команду клуба «Реал Сосьедад».
5 октября 2022 года Алонсо был назначен на пост главного тренера немецкого клуба «Байер 04». Он подписал двухлетний контракт. На тот момент «Байер» занимал 17-е (предпоследнее) место в турнирной таблице Бундеслиги, одержав лишь одну победу в восьми стартовых матчах. Под руководством испанского специалиста команда сумела улучшить свои результаты и завершить сезон на 6-м месте. Кроме того, подопечные Алонсо сумели дойти до полуфинала Лиги Европы, где по сумме двух матчей с минимальным счётом уступили итальянской «Роме».
Летом 2023 года в «Байер» пришли Алехандро Гримальдо, Виктор Бонифейс, Гранит Джака и не только. В первом туре Бундеслиги сезона 2023/24 команда Алонсо переиграла «РБ Лейпциг» со счётом 3:2. После 10 сыгранных туров «Байер» находился на первом месте в турнирной таблице — он 9 раз победил и 1 раз сыграл вничью. Команда оставалась непобеждённой. Ближайшим преследователем стала отставшая на два очка «Бавария». В дальнейшем «Байер» продолжил свою беспроигрышную серию. Клуб не знал поражений ни в Лиге Европы, ни в чемпионате, ни в Кубке страны. Единственными командами, сыгравшими вничью с леверкузенским клубом в немецком чемпионате в первые 20 туров, стали «Боруссия (Дортмунд)» и «Мёнхенгладбах», а также «Штутгарт». 7 марта 2024 года «Байер» Хаби Алонсо сыграл с «Карабахом» в рамках 1/8 финала Лиги Европы и вырвал ничью в концовке. В ответной встрече «Байер» также мог проиграть впервые в сезоне, однако отыгрался со счёта 0:2 и прошёл в следующий этап по сумме двух матчей. «Хоффенхайм» тоже имел шансы обыграть подопечных Алонсо в 27 туре Бундеслиги, однако упустил победу в самом конце матча. После 28 туров «Байер 04» имел 76 очков. Отрыв от мюнхенской «Баварии» составлял уже 16 очков. 14 апреля после разгромной победы над «Вердером» «Байер 04» досрочно выиграл чемпионат Германии по футболу. Впервые за 11 лет обладателем трофея не стала «Бавария». «Байер» проиграл впервые в сезоне в финале Лиги Европы против «Аталанты» (3:0). Беспроигрышная серия составила 51 матч. Тем не менее команда смогла завоевать первый в своей истории «золотой дубль», обыграв в финале Кубка Германии «Кайзерслаутерн» со счётом 1:0. Единственный гол забил Гранит Джака.
Следующий сезон для «Байера» сложился менее удачно: хотя клуб начал его с победы в Суперкубке Германии (2:2 в основное время, 4:3 в серии пенальти), в дальнейшем он уступил чемпионский титул «Баварии», в Кубке Германии вылетел на стадии полуфинала от «Арминии» (1:2). В Лиге чемпионов «Байер», заняв 6 место по результатам общего этапа, напрямую вышел в 1/8 финала, где вылетел на этой стадии от «Баварии» (0:3, 0:2). 9 мая 2025 года Алонсо объявил об уходе из «Байера» по окончании сезона.
25 мая 2025 года испанский «Реал Мадрид» объявил о назначении Алонсо на пост главного тренера клуба с 1 июня того же года. Хаби подписал контракт до 30 июня 2028 года.

## Стиль игры
Алонсо отличался на поле хорошей техникой, а также поставленным ударом, позволяющим забивать голы с дальних дистанций. Благодаря силе своего удара Хаби виртуозно исполнял штрафные.
В матче Кубка Англии против «Лутон Таун» в январе 2006 года футболист забил два гола с дальней дистанции, один из которых — ударом примерно с 60 метров. В сентябре 2006 года Алонсо забил ещё один гол со своей половины поля в матче Премьер-лиги против «Ньюкасл Юнайтед».
Хаби как плеймейкер владел точным пасом и обладал хорошим видением поля, что позволяло ему отдавать качественные передачи на дальние расстояния.

 Как болельщик я бы сказал, что Хаби великий игрок. Я думаю, что он является лучшим распасовщиком в Европе.— Президент «Реала», Флорентино Перес, июнь 2009.
Бывший партнёр Хаби по «Ливерпулю» Стивен Джеррард на вопрос «Кого бы вы хотели вернуть из бывших партнёров?» ответил, что хотел бы вернуть именно Алонсо, если это было бы возможно.
Ви́дение поля и хорошее владение пасом позволили Алонсо стать одним из основных игроков в полузащите «Ливерпуля», а его запоминающиеся точные дальние пасы и зрелищные дальние удары сделали Хаби любимцем болельщиков «Красных».
В составе сборной Испании Алонсо являлся штатным пенальтистом, при этом штрафные он исполнял достаточно редко.

## Личная жизнь
Бывшие партнёры по «Ливерпулю» считали Алонсо тихим и спокойным человеком. Он женат на Нагоре Арамбулу, у пары трое детей. 11 марта 2008 года родился первый ребёнок — сын Йончу.

Алонсо пропустил матч Лиги чемпионов с «Интером», оставшись в Ливерпуле из-за рождения ребёнка, он прокомментировал это, сказав: 
Было немного неприятно пропустить матч против «Интера», но я должен был быть со своей семьёй в такое время.
Его решение предпочесть семью Лиге чемпионов вызвало множество конфликтов с тренером, Рафой Бенитесом. 30 марта 2010 года у пары родился второй ребёнок, девочка по имени Ане Алонсо Аранбуру. Их третий ребёнок и вторая дочь, Эмма Алонсо Aранбуру, родилась 2 декабря 2013 года.
Алонсо и Артета были соседями, когда проживали в Сан-Себастьяне, а также жили рядом друг с другом в Ливерпуле. Алонсо убедил Артету перейти в «Эвертон», рассказав ему, как он счастлив в Ливерпуле. Алонсо также в 2004 году убедил бывшего напарника по «Реал Сосьедаду», Хуана Угарте, присоединиться к клубу «Рексем».

## Достижения

### В качестве игрока
«Ливерпуль»
- Обладатель Кубка Англии: 2005/06
- Победитель Лиги чемпионов: 2004/05
- Обладатель Суперкубка Англии: 2006
- Обладатель Суперкубка УЕФА: 2005

«Реал Мадрид»
- Чемпион Испании: 2011/12
- Обладатель Кубка Испании (2): 2010/11, 2013/14
- Победитель Лиги чемпионов: 2013/14
- Обладатель Суперкубка Испании: 2012
- Обладатель Суперкубка УЕФА: 2014

«Бавария»
- Чемпион Германии (3): 2014/15, 2015/16, 2016/17
- Обладатель Кубка Германии: 2015/16
- Обладатель Суперкубка Германии: 2016

Сборная Испании
- Чемпион Европы (2): 2008, 2012
- Чемпион мира: 2010

### В качестве тренера
«Байер 04»
- Чемпион Германии: 2023/24
- Обладатель Кубка Германии: 2023/24
- Обладатель Суперкубка Германии: 2024

### Личные
- Футболист года в Испании: 2003
- Включён в «команду года» по версии FIFPro (2): 2011, 2012
- Спортсмен 2011 года по версии журнала GQ[83]
- Входит в символическую сборную Лиги чемпионов УЕФА: 2013/14[84]
- Входит в состав символической сборной Бундеслиги: 2014/15[85]
- Входит в состав символической сборной по итогам чемпионата Европы 2012 года по версии УЕФА
- Тренер года в Германии: 2024[86]
- Тренер года по версии Globe Soccer Awards: 2024

## Статистика выступлений

### Клубная
| Клуб             | Сезон            | Лига | Лига | Кубки | Кубки | Кубок лиги | Кубок лиги | Еврокубки | Еврокубки | Прочие | Прочие | Итого | Итого |
| Клуб             | Сезон            | Игры | Голы | Игры  | Голы  | Игры       | Голы       | Игры      | Голы      | Игры   | Голы   | Игры  | Голы  |
| ---------------- | ---------------- | ---- | ---- | ----- | ----- | ---------- | ---------- | --------- | --------- | ------ | ------ | ----- | ----- |
| Реал Сосьедад    | 1999/2000        | 5    | 0    | 1     | 0     | —          | —          | 0         | 0         | —      | —      | 6     | 0     |
| Реал Сосьедад    | Итого            | 5    | 0    | 1     | 0     | —          | —          | 0         | 0         | —      | —      | 6     | 0     |
| Эйбар            | 2000/01          | 14   | 0    | 4     | 0     | —          | —          | 0         | 0         | —      | —      | 18    | 0     |
| Эйбар            | Итого            | 14   | 0    | 4     | 0     | —          | —          | 0         | 0         | —      | —      | 18    | 0     |
| Реал Сосьедад    | 2000/01          | 18   | 0    | 0     | 0     | —          | —          | 0         | 0         | —      | —      | 18    | 0     |
| Реал Сосьедад    | 2001/02          | 29   | 3    | 0     | 0     | —          | —          | 0         | 0         | —      | —      | 29    | 3     |
| Реал Сосьедад    | 2002/03          | 33   | 3    | 1     | 0     | —          | —          | 0         | 0         | —      | —      | 34    | 3     |
| Реал Сосьедад    | 2003/04          | 34   | 3    | 0     | 0     | —          | —          | 8         | 1         | —      | —      | 42    | 4     |
| Реал Сосьедад    | Итого            | 114  | 9    | 1     | 0     | 0          | 0          | 8         | 1         | —      | —      | 123   | 10    |
| Ливерпуль        | 2004/05          | 24   | 2    | 0     | 0     | 0          | 0          | 8         | 1         | —      | —      | 32    | 3     |
| Ливерпуль        | 2005/06          | 35   | 3    | 5     | 2     | 0          | 0          | 10        | 0         | 3      | 0      | 53    | 5     |
| Ливерпуль        | 2006/07          | 32   | 4    | 1     | 0     | 2          | 0          | 15        | 0         | 1      | 0      | 51    | 4     |
| Ливерпуль        | 2007/08          | 19   | 2    | 3     | 0     | 1          | 0          | 4         | 0         | —      | —      | 27    | 2     |
| Ливерпуль        | 2008/09          | 33   | 4    | 3     | 0     | 1          | 0          | 10        | 1         | —      | —      | 47    | 5     |
| Ливерпуль        | Итого            | 143  | 15   | 12    | 2     | 4          | 0          | 47        | 2         | 4      | 0      | 210   | 19    |
| Реал Мадрид      | 2009/10          | 34   | 3    | 0     | 0     | —          | —          | 7         | 0         | —      | —      | 41    | 3     |
| Реал Мадрид      | 2010/11          | 34   | 0    | 7     | 1     | —          | —          | 11        | 0         | —      | —      | 52    | 1     |
| Реал Мадрид      | 2011/12          | 36   | 1    | 4     | 0     | —          | —          | 10        | 0         | 2      | 1      | 48    | 2     |
| Реал Мадрид      | 2012/13          | 28   | 0    | 7     | 0     | —          | —          | 10        | 0         | 2      | 0      | 47    | 0     |
| Реал Мадрид      | 2013/14          | 26   | 0    | 7     | 0     | —          | —          | 9         | 0         | 0      | 0      | 42    | 0     |
| Реал Мадрид      | Итого            | 158  | 4    | 25    | 1     | —          | —          | 47        | 0         | 4      | 1      | 230   | 6     |
| Бавария          | 2014/15          | 26   | 2    | 4     | 0     | —          | —          | 10        | 2         | 0      | 0      | 40    | 4     |
| Бавария          | 2015/16          | 26   | 0    | 4     | 1     | —          | —          | 8         | 1         | 1      | 0      | 39    | 2     |
| Бавария          | 2016/17          | 27   | 3    | 3     | 0     | —          | —          | 7         | 0         | 1      | 0      | 38    | 3     |
| Бавария          | Итого            | 79   | 5    | 11    | 1     | —          | —          | 25        | 3         | 2      | 0      | 117   | 9     |
| Всего за карьеру | Всего за карьеру | 513  | 33   | 54    | 4     | 4          | 0          | 127       | 6         | 10     | 1      | 708   | 44    |

### Международная
| Сборная | Год   | Отборочные матчи ЧМ | Отборочные матчи ЧМ | Финальные матчи ЧМ | Финальные матчи ЧМ | Отборочные матчи ЧЕ | Отборочные матчи ЧЕ | Финальные матчи ЧЕ | Финальные матчи ЧЕ | Кубок конфедераций | Кубок конфедераций | Товарищеские матчи | Товарищеские матчи | Итого | Итого |
| Сборная | Год   | Игры                | Голы                | Игры               | Голы               | Игры                | Голы                | Игры               | Голы               | Игры               | Голы               | Игры               | Голы               | Игры  | Голы  |
| ------- | ----- | ------------------- | ------------------- | ------------------ | ------------------ | ------------------- | ------------------- | ------------------ | ------------------ | ------------------ | ------------------ | ------------------ | ------------------ | ----- | ----- |
| Испания |       |                     |                     |                    |                    |                     |                     |                    |                    |                    |                    |                    |                    |       |       |
| 2003    | —     | —                   | —                   | —                  | 3                  | 0                   | —                   | —                  | —                  | —                  | 2                  | 0                  | 5                  | 0     |       |
| 2004    | 2     | 0                   | —                   | —                  | —                  | —                   | 2                   | 0                  | —                  | —                  | 7                  | 0                  | 11                 | 0     |       |
| 2005    | 4     | 0                   | —                   | —                  | —                  | —                   | —                   | —                  | —                  | —                  | 2                  | 0                  | 6                  | 0     |       |
| 2006    |       |                     | 3                   | 1                  | 2                  | 0                   | —                   | —                  | —                  | —                  | 6                  | 0                  | 11                 | 1     |       |
| 2007    | —     | —                   | —                   | —                  | 5                  | 0                   | —                   | —                  | —                  | —                  | 1                  | 0                  | 6                  | 0     |       |
| 2008    | 4     | 0                   | —                   | —                  | —                  | —                   | 4                   | 0                  | —                  | —                  | 7                  | 2                  | 15                 | 2     |       |
| 2009    | 4     | 1                   | —                   | —                  | —                  | —                   | —                   | —                  | 4                  | 1                  | 4                  | 2                  | 12                 | 4     |       |
| 2010    | —     | —                   | 7                   | 0                  | 2                  | 0                   | —                   | —                  | —                  | —                  | 7                  | 2                  | 16                 | 2     |       |
| 2011    | —     | —                   | —                   | —                  | 4                  | 1                   | —                   | —                  | —                  | —                  | 7                  | 2                  | 11                 | 3     |       |
| 2012    | 3     | 0                   | —                   | —                  | —                  | —                   | 6                   | 2                  | —                  | —                  | 5                  | 1                  | 14                 | 3     |       |
| 2013    | 1     | 0                   | —                   | —                  | —                  | —                   | —                   | —                  | —                  | —                  | 1                  | 0                  | 2                  | 0     |       |
| 2014    | —     | —                   | 3                   | 1                  | —                  | —                   | —                   | —                  | —                  | —                  | 2                  | 0                  | 5                  | 1     |       |
| Итого   | Итого | 18                  | 1                   | 13                 | 2                  | 16                  | 1                   | 12                 | 2                  | 4                  | 1                  | 51                 | 9                  | 114   | 16    |

1. ↑  В 2013 году Хаби Алонсо провёл 2 товарищеских матча, но один из них (против сборной Экваториальной Гвинеи) ФИФА объявила недействительным из-за слишком большого количества замен, однако королевская испанская футбольная федерация засчитала данный матч[89].

| Голы Хаби Алонсо за национальную сборную Испании | Голы Хаби Алонсо за национальную сборную Испании | Голы Хаби Алонсо за национальную сборную Испании | Голы Хаби Алонсо за национальную сборную Испании | Голы Хаби Алонсо за национальную сборную Испании | Голы Хаби Алонсо за национальную сборную Испании |
| ------------------------------------------------ | ------------------------------------------------ | ------------------------------------------------ | ------------------------------------------------ | ------------------------------------------------ | ------------------------------------------------ |
| №                                                | Дата                                             | Соперник                                         | Счёт                                             | Голы Алонсо                                      | Соревнование                                     |
| 1                                                | 14 июня 2006                                     | Украина                                          | 4:0                                              | 13′                                              | ЧМ-2006. Групповой этап                          |
| 2                                                | 20 августа 2008                                  | Дания                                            | 3:0                                              | 49′, 90′                                         | Товарищеский матч                                |
| 3                                                | 1 апреля 2009                                    | Турция                                           | 2:1                                              | 49′ (пен.)                                       | Отборочные матчи ЧМ-2010                         |
| 4                                                | 28 июня 2009                                     | ЮАР                                              | 3:2                                              | 107′                                             | Кубок конфедераций 2009. Групповой этап          |
| 5                                                | 14 ноября 2009                                   | Аргентина                                        | 2:1                                              | 16′, 86′ (пен.)                                  | Товарищеский матч                                |
| 6                                                | 29 мая 2010                                      | Саудовская Аравия                                | 3:2                                              | 58′                                              | Товарищеский матч                                |
| 7                                                | 8 июня 2010                                      | Польша                                           | 6:0                                              | 52′                                              | Товарищеский матч                                |
| 8                                                | 7 июня 2011                                      | Венесуэла                                        | 3:0                                              | 45+1′                                            | Товарищеский матч                                |
| 9                                                | 10 августа 2011                                  | Италия                                           | 1:2                                              | 37′ (пен.)                                       | Товарищеский матч                                |
| 10                                               | 7 октября 2011                                   | Чехия                                            | 2:0                                              | 22′                                              | Отборочные матчи ЧЕ-2012                         |
| 11                                               | 30 мая 2012                                      | Республика Корея                                 | 4:1                                              | 52′ (пен.)                                       | Товарищеский матч                                |
| 12                                               | 23 июня 2012                                     | Франция                                          | 2:0                                              | 19′, 90+1′ (пен.)                                | ЧЕ-2012. Групповой этап                          |
| 13                                               | 13 июня 2014                                     | Нидерланды                                       | 1:5                                              | 27′ (пен.)                                       | ЧМ-2014. Групповой этап                          |

### Тренерская
| Команда         | Страна   | Начало работы  | Завершение работы | Показатели | Показатели | Показатели | Показатели | Показатели | Показатели | Показатели | Показатели |
| Команда         | Страна   | Начало работы  | Завершение работы | М          | В          | Н          | П          | МЗ         | МП         | РМ         | % побед    |
| --------------- | -------- | -------------- | ----------------- | ---------- | ---------- | ---------- | ---------- | ---------- | ---------- | ---------- | ---------- |
| Реал Сосьедад B | Испания  | 1 июля 2019    | 30 июня 2022      | 98         | 40         | 23         | 35         | 140        | 120        | +20        | 040,82     |
| Байер 04        | Германия | 5 октября 2022 | 25 мая 2025       | 140        | 88         | 33         | 19         | 306        | 150        | +156       | 062,86     |
| Реал Мадрид     | Испания  | 25 мая 2025    | н.в.              | 7          | 5          | 1          | 1          | 12         | 8          | +4         | 071,43     |
| Итого           | Итого    | Итого          | Итого             | 245        | 133        | 57         | 55         | 458        | 278        | +180       | 054,29     |